# Zdeněk Daniel
Zdeněk Daniel (10. října 1970 Most) je český architekt, designér, výtvarník a malíř romského původu. Žije a tvoří v Jablonci nad Nisou, je ženatý a má tři děti.

## Život

### Rodinný původ
Zdeněk Daniel se narodil 10. října 1970 v Mostě, ale od útlého dětství žije (a tvoří) v Jablonci nad Nisou. Původem pochází z rodiny jihomoravských Romů, kteří žili v romské osadě v Oslavanech u Brna. Jeho otec Zdeněk Daniel starší (1929–2023) byl jedním z těch mála, kdo se zachránili v květnu 1943 z transportu Romů z Moravy (součást protektorátu) do (vyhlazovacího) koncentračního tábora Auschwitz II-Birkenau (Osvětim-Březinka). Většina členů jeho rodiny ale během druhé světové války zahynula.

### Studia
Ve druhé polovině 80. let 20. století studoval Zdeněk Daniel obor strojírenské konstrukce na střední průmyslové škole (SPŠ) strojní v Jablonci nad Nisou a své středoškolské studium zakončil v roce 1990 maturitní zkouškou. Večerní lekce kresby na Střední uměleckoprůmyslové škole (SUPŠ) a VOŠ v Jablonci nad Nisou navštěvoval (od roku 1997) při zaměstnání. Je žákem akademického sochaře, medailéra, malíře, designéra, skláře a pedagoga Jiřího Dostála (* 1. října 1945 Nová Paka) a akademického malíře, sochaře a vysokoškolského pedagoga Jiřího Nepasického (25. září 1934 Velké Hamry – 27. srpna 2016). Zdeněk Daniel není absolventem žádné vysoké školy.

### Profesní zaměření
Profesionálnímu návrhu interiérů (designu vnitřků objektů, společenských prostor, administrativních a komerčních budov) se věnuje od roku 1992, kdy začal pracovat v soukromých firmách a ateliérech. Rozsah jeho portfolia sahá od soukromých domů, přes restaurace, penziony, hotely až po administrativní budovy. Spolupracuje na projektech ve veřejném prostoru.
Zdeněk Daniel je zapsán v Národním registru profesionálních výtvarných umělců a designérů ČR. Členství v České komoře architektů (ČKA) získal v roce 2008 a to jak svými unikátními architektonickými návrhy, tak i svojí aktivní architektonickou praxí.
Od roku 2013 pracuje v občanském sdružení D.R.A.K. z.s. se sídlem v Liberci, které vytváří pracovní příležitosti pro handicapované, zaměstnává je, a pracuje s lidmi z vyloučených lokalit.
V letech 2015 až 2018 vykonával funkci člena Poradního sboru architektů ve statutárním městě Jablonec nad Nisou. Při České komoře architektů (ČKA) je porotcem architektonických soutěží. (Také se některých architektonických soutěží, především na realizace ve veřejném prostoru, sám účastní.)

## Umělecká tvorba
Výtvarné tvorbě, kde tvoří tradičními výtvarnými technikami (kresba, malba), se Zdeněk Daniel věnuje již od útlého věku, kdy kreslil a později se zajímal i o design. Přes design se pak logicky dostal k architektuře. V jeho dílech se reflektují jak rodinné traumatické vzpomínky, tak i fantazijní a spirituální prvky, ale jsou zde obsaženy i typické výjevy tradičního života Romů.
Volné umělecké tvorbě (kresbě a malbě) se profesionálně věnuje od počátku 90. let 20. století. Její výsledky vystavuje od roku 1998 a jeho díla jsou zastoupena v soukromých sbírkách jak v České republice, tak i v zahraničí a lze je nalézt i ve sbírkách Muzea romské kultury.
Ve své volné umělecké tvorbě se zpočátku soustředil na kresby historických architektonických objektů (domů a městské architektury) v Jablonci nad Nisou a v Liberci s cílem pochopení logiky složitých tvarů a se snahou o zachycení genia loci zobrazovaných objektů. Je autorem kreseb v nichž je zachycen stavebněhistorický vývoj Jablonce nad Nisou a jako architekt se podílí na rekonstrukci některých starých objektů, čímž přispívá k procesu záchytu tzv. „historické minulosti města ve veřejném prostoru“.

## Cesta k architektuře
K architektuře a návrhu interiérů se Zdeněk Daniel dostal v době dospívání (ve věku 16 let), kdy poprvé navrhoval účelové zařízení místnosti a podílel se na její realizaci. Po skončení středoškolského studia pracoval na rekonstrukcích horských chalup v Jizerských horách a na stavbě lyžařského vleku. Pak přešel na rekonstrukci starých objektů a odtud se pak dostal i k navrhování nových staveb. Ještě později přešel ke komplexním návrhům a fyzické realizaci rodinných domů a to včetně řešení jejich interiérů (barevnost, nábytkové zařízení, umělecká výzdoba). Od roku 2000 se věnuje návrhu objektů a domů jako celků. Problematikou industriální architektury ve Šluknovském výběžku, ve Varnsdorfu a v Kamenickém Šenově se zabýval v letech 2002 až 2012 a to ve smyslu zásadních rekonstrukcí objektů továren a jejich areálů.

## Architektonické projekty
- V roce 1998 získal (od Design centra České republiky a České komory architektů) ocenění Interiér roku 97 za celkový přístup k projektu a za návrh interiéru chráněného bydlení v Diagnostickém ústavu pro mentálně a tělesně postižené obyvatele Centra sociálních služeb v Tloskově u Benešova.[9][8][6] Ocenění získal společně s kolegyní Danou Polákovou.[6][p. 3]

- Několikrát se účastnil soutěže Grand Prix Obce Architektů.[8]
- Vykonával funkci porotce a zástupce organizátora zpracovatele zadávací dokumentace v soutěži Terminál veřejné osobní dopravy v Jablonci nad Nisou.[8]
- V roli porotce působil v architektonické soutěži na přístavbu Muzea Skla a Bižuterie v Jablonci nad Nisou.[8]
- Jako externí člen působil v pracovní skupině, která připravovala krajinářsko-architektonickou soutěž týkající se Památníku Romů a Sintů v Letech u Písku.[8]
- V roce 2001 se zrealizovala dle jeho návrhu rekonstrukce Panského domu (objekt pocházející z počátku 19. století) na Jizerce.[8]
- V roce 2008 se autorsky podílel na areálu pivovaru Kocour Varnsdorf.[8]
- V roce 2010 proběhla podle jeho návrhu rekonstrukce areálu a objektu Generálního ředitelství Preciosa – Lustry a. s. v Kamenickém Šenově.[8]
- Dále se podílel na návrhu rekonstrukce Panského domu na náměstí v Chotěboři (jednalo se o objekt s historií sahající 700 let nazpět).[8]
- Na svém kontě má i rekonstrukci Apart hotelu v Jablonci nad Nisou a Restaurantu 59 v Jablonci nad Nisou. (V tomto případě byl městem Jablonec nad Nisou oceněn za příkladnou rekonstrukci.)[8]
- V roce 2021 se účastnil (a byl oceněn) soutěže na urbanisticko-architektonické řešení návrhu Hlavního vstupu Ústředního hřbitova v Brně.[8]
- Jeho realizace lze nalézt na různých místech (Jablonec nad Nisou, Liberec, Jizerka, Varnsdorf, Rumburk, Kamenický Šenov, Děčín, Praha, Chotěboř, ...).[8]
- Také realizoval drobnější projekty pro město Jablonec nad Nisou (například Památník I. světové války v Proseči nad Nisou; renovace stávajícího vodního prvku na Horním náměstí, projekt znovu umístění Metznerovy kašny na Horním náměstí).[8]

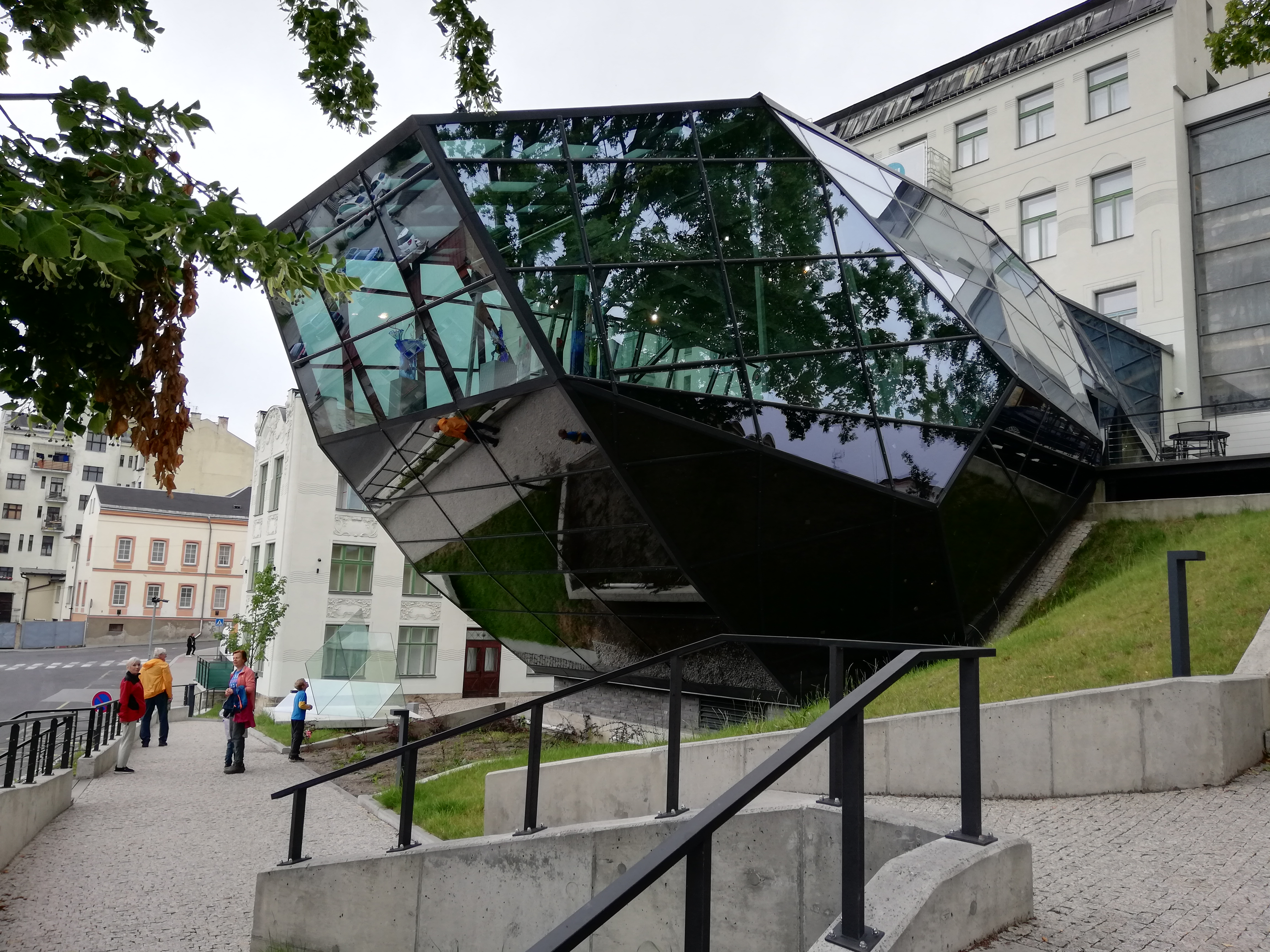
Přístavba Muzea Skla a Bižuterie v Jablonci nad Nisou (porotce soutěže)
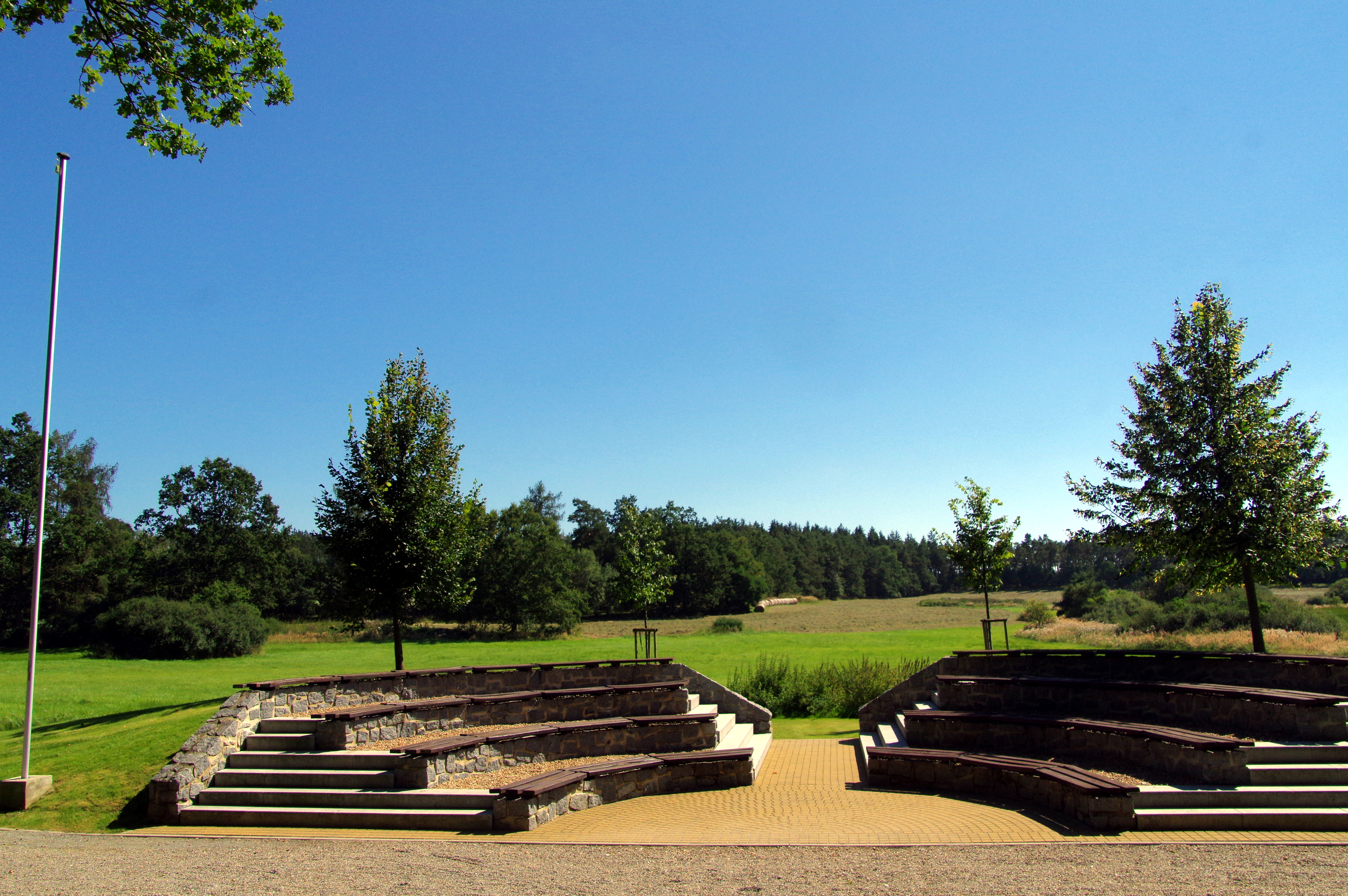
Památník Romů a Sintů v Letech u Písku (externí člen pracovní skupiny)
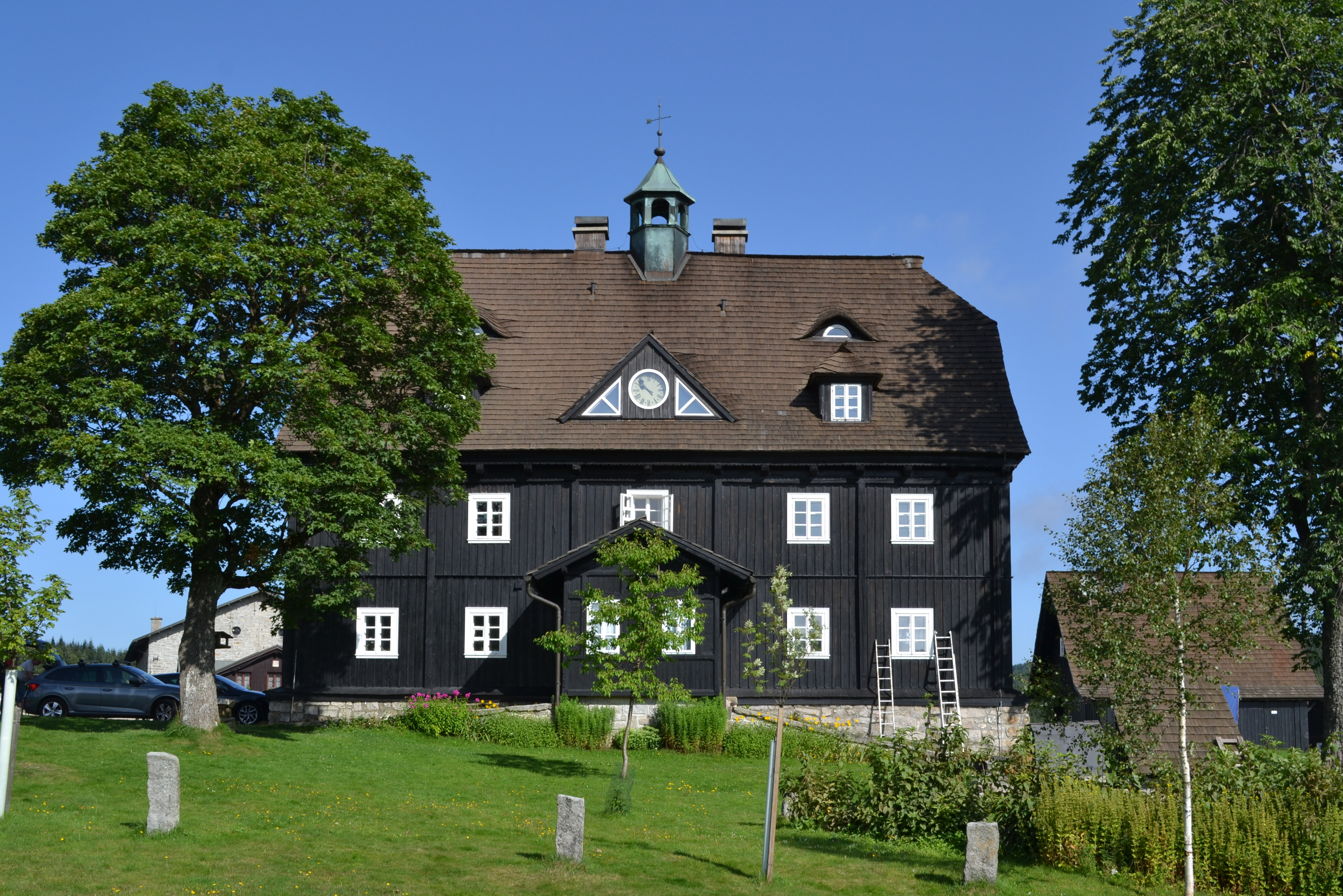
Jizerka (Kořenov) – Panský dům (návrh rekonstrukce)
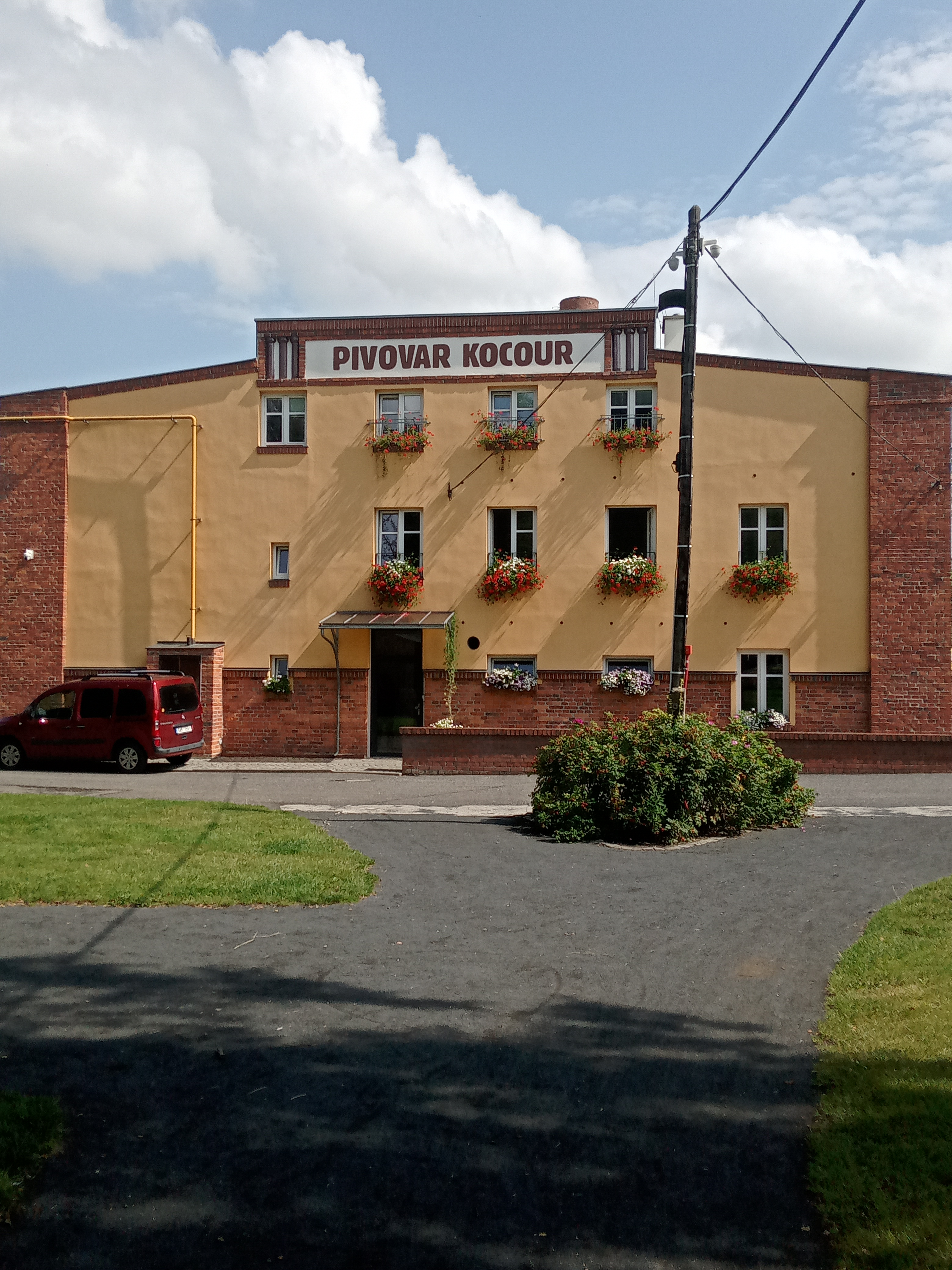
Pivovar Kocour ve Varnsdorfu (autor návrhu)

## Výstavy
Od roku 2000 se uskutečnilo několik samostatných výstav jeho děl na různých místech: v Jabloneckém divadle; Muzeu Skla a Bižuterie v Jablonci nad Nisou; v Praze v Národní Technické knihovně a v Praze v Nosticově paláci; v divadle v Kutné Hoře; v Kampusu Hybernská v Praze a v Německu v Zittau.
V roce 2018 se konala v pražském Kampusu Filosofické fakulty Univerzity Karlovy (v galerii Hybernská) retrospektivní výstava jeho prací. Jednalo se o cyklus prací s názvem „Moje černobílé stíny aneb memento mori“. Tento výtvarný cyklus má svoje kořeny v historii rodiny, která se za druhé světové války stala obětí nacistické genocidy, je reflexí příběhu holocaustu a utrpení nejen jeho romské rodiny. Zdeněk Daniel se s touto tíživou rodinnou válečnou historií vypořádal až v roce 2016, kdy ji vtělil do podoby deseti obrazů s tematikou holocaustu.
Další výstava jeho prací s názvem Vesmíry/Kosmosa/Universes se uskutečnila v roce 2024 v Muzeu romské kultury.